# Leigh Wilburn
Leigh Wilburn es una abogada y política estadounidense de la estada de Tennessee.  Una Republicana, ella sirvió en la Cámara de Representantes de Tennessee.
Wilburn es de Somerville, Tennessee.  Ella fue elegido a la Camara de Tennessee en 2014, sucediendo Barrett Rich, quien se retiró este año.  Wilburn renunció en el 31 de diciembre de 2015, durante el medio de su turno porque de una situación que ella describió como "circunstantes no me vi que involucrando mi familia inmediato y no inmediato y mi negocio."  Jamie Jenkins fue apuntado después de esto.